# Nebel (instrumento)
El nebel (también escrito en ocasiones nevel; en hebreo: נֵבֶל‎ nēḇel), era un instrumento musical de cuerda utilizado por los israelitas, conocida por los griegos como nabla o arpa fenicia.

## Historia
Los griegos tradujeron el nombre como nabla (νάβλα, "arpa fenicia").
Se han propuesto varias posibilidades sobre qué tipo de instrumento era el nebel, entre las que figuran el salterio y la kithara, que son instrumentos que se tocan rasgando el cordaje como el kinnor, con cuerdas que atraviesan la caja de resonancia como las guitarras y las cítaras modernas. La mayoría de los estudiosos creen que el nebel era un arpa, un instrumento pulsado cuyas cuerdas salían de su caja de resonancia.
La Biblia del rey Jacobo traduce la palabra al inglés como salterio o viola da gamba, y el Libro de Oración Común la traduce como laúd.
La palabra "nevel" se adoptó para denominar al "arpa" en el lenguaje hebreo moderno.

## Imágenes
|  |  |